# San Quintin
San Quintin (Bayan ng San Quintin) är en kommun i Filippinerna. Kommunen ligger på ön Luzon, och tillhör provinsen Pangasinan. Folkmängden uppgår till 28 258 invånare.

## Barangayer
San Quintin är indelat i 21 barangayer.
| - Alac - Baligayan - Bantog - Bolintaguen - Cabangaran - Cabalaoangan - Calomboyan - Carayacan - Casantamarian - Gonzalo - Labuan | - Lagasit - Lumayao - Mabini - Nangapugan - San Pedro - Ungib - Poblacion Zone I - Poblacion Zone II - Poblacion Zone III |